# Petropedetidae
Famille
Synonymes
- Petropedetinae Noble, 1931

Les Petropedetidae sont une famille d'amphibiens. Elle a été créée par Gladwyn Kingsley Noble en 1931.

## Répartition
Cette famille regroupe trois genres que l'on rencontrent en Afrique subsaharienne.

## Liste des genres
Selon Amphibian Species of the World (16 avril 2014) :
- genre Arthroleptides Nieden, 1911
- genre Ericabatrachus Largen, 1991
- genre Petropedetes Reichenow, 1874

## Publication originale
- Noble, 1931 : The Biology of the Amphibia. New York and London, McGraw-Hill, p. 1-577 (texte intégral).